# Sarah Gruber
Sarah Gruber (* 17. Juli 1993) ist eine italienische Naturbahnrodlerin. Sie gewann die Silbermedaille bei der Junioreneuropameisterschaft 2011 und nahm in der Saison 2011/2012 erstmals an einem Weltcuprennen teil.

## Karriere
Gruber stammt aus Latzfons und fährt im Südtiroler Landeskader. Sie startete in der Saison 2007/2008 erstmals im Interkontinentalcup und erreichte mit mehreren Siegen und Podestplätzen im Winter 2008/2009 den dritten und im Winter 2010/2011 den zweiten Gesamtrang. Bei ihrer ersten internationalen Juniorenmeisterschaft, der Junioreneuropameisterschaft 2009 in Longiarü, fuhr sie auf den fünften Platz. Zwei Jahre später gewann die Schülerin der Oberschule für Soziales in Brixen bei der Junioreneuropameisterschaft 2011 in Laas die Silbermedaille hinter Evelin Lanthaler.
Zu Beginn der Saison 2011/2012 nahm Gruber in ihrem Heimatort Latzfons erstmals an einem Weltcuprennen teil. Sie erreichte auf Anhieb den vierten Platz, kam aber im weiteren Saisonverlauf nicht mehr im Weltcup zum Einsatz. Für die Teilnahme an der Juniorenweltmeisterschaft 2012 konnte sie sich nicht qualifizieren.

## Erfolge

### Junioreneuropameisterschaften
- Longiarü 2009: 5. Einsitzer
- Laas 2011: 2. Einsitzer

### Weltcup
- 1 Platzierung unter den besten fünf

### Interkontinentalcup
- 2. Gesamtrang in der Saison 2010/2011
- 3. Gesamtrang in der Saison 2008/2009